# Ronny Turiaf
Ronny Turiaf, né le 13 janvier 1983 à Fort-de-France en Martinique, est un joueur international français de basket-ball, évoluant au poste d'intérieur et mesurant 2,03 m. Il obtient un titre de champion de la National Basketball Association avec le Heat de Miami lors de la saison 2011-2012.

## Biographie

### Formation
Après être passé par l'INSEP, il décide de faire un cursus américain et rejoint l'Université de Gonzaga, située à Spokane dans l'État de Washington. En quatre ans, il tourne à 13,9 points et 5,6 rebonds par match et se fait apprécier par sa générosité et son envie. Lors de ses trois dernières années universitaires, il est nommé dans la meilleure équipe de sa conférence (All-West Coast Conference). À la fin de sa troisième année, Ronny est très convoité par les recruteurs de la NBA mais décide de ne pas se présenter à la draft, préférant poursuivre son cursus universitaire. Il achève sa carrière universitaire en obtenant le titre très convoité de meilleur joueur de sa conférence (2004-2005). Muni de son diplôme de management sportif, il se présente à la draft 2005.

### Carrière professionnelle
Il est choisi par les Lakers de Los Angeles en 37e position au second tour de la draft. Les joueurs sélectionnés au second tour ne bénéficiant pas d'un contrat garanti, Ronny s'est acharné à montrer durant la Summer League qu'il méritait sa place en NBA et réussit à convaincre définitivement les dirigeants californiens en seulement quelques semaines.

#### Malformation cardiaque

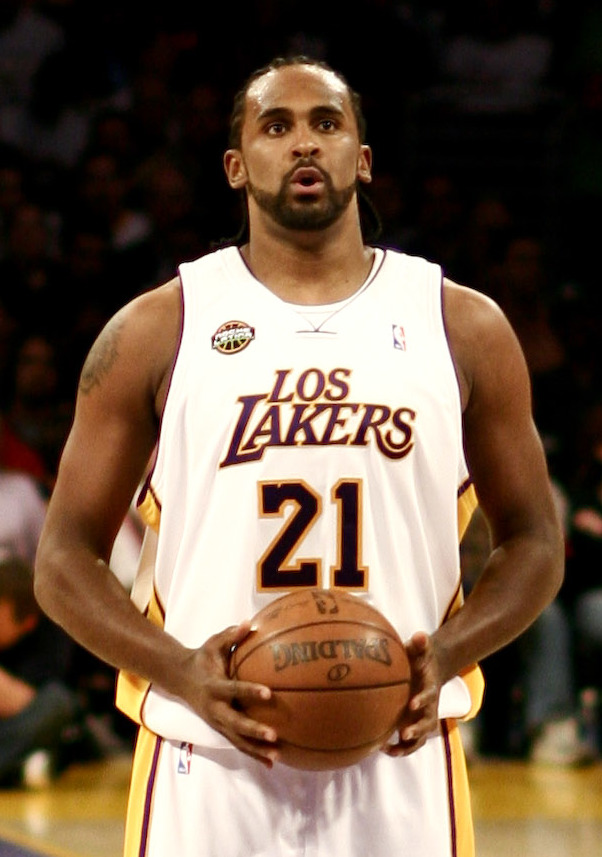
Turiaf avec les Lakers

Lors de la visite médicale obligatoire de pré-signature, les médecins détectent une malformation de son aorte. Il décide de subir une opération très délicate le 27 juillet 2005. Après sa convalescence, il se remet petit à petit à l'entraînement dans les locaux de l'université de Gonzaga, avec l'ambition de revenir rapidement sur les parquets et de jouer enfin en NBA.
Initialement promis à une saison blanche par le corps médical, Ronny Turiaf a finalement reçu le feu vert des médecins cinq mois après son opération à cœur ouvert. Il a ainsi été revu en décembre 2005 au sein de l'effectif des Yakima Sun Kings, équipe de CBA à laquelle les Lakers de Los Angeles ont confié Turiaf le temps qu'il retrouve son niveau sportif.

#### Lakers de Los Angeles (2006-2008)
Le 17 janvier 2006, il est rappelé aux Lakers et quitte la CBA où il ne joua finalement que 9 matchs pour des statistiques moyennes de 13 points, 6,3 rebonds, 2,1 passes décisives, 1 contre par match pour 24 minutes de jeu en moyenne.
Le 8 février 2006, soit à peine plus de six mois après son opération, il joue son premier match en NBA à Houston. Le 15 mars 2006, il dispute son premier match en tant que titulaire pour les LA Lakers contre Timberwolves du Minnesota. Il est ainsi revenu en très bonne forme pour postuler légitimement à une place régulière dans la rotation des Lakers lors de la saison 2006-2007. En tant que remplaçant estimé de son équipe, il participe aux finales NBA 2008, perdues contre Boston.

#### Warriors de Golden State (2008-2010)

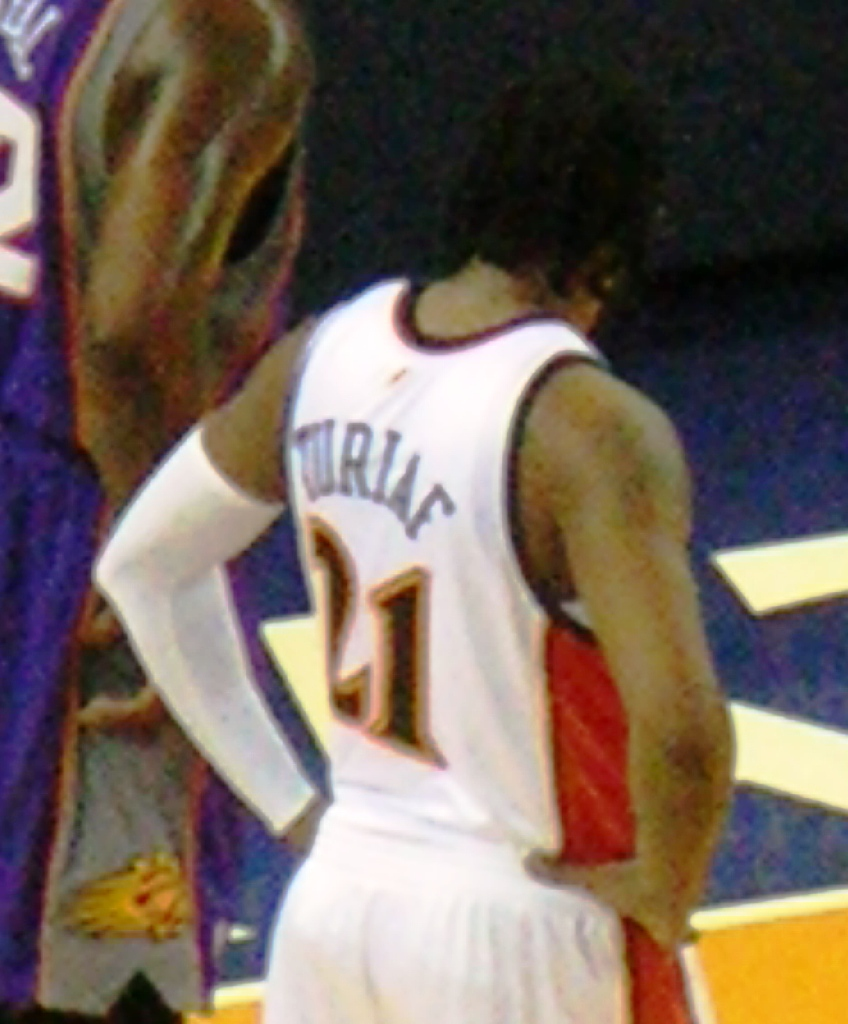
Turiaf avec Golden State

Le 11 juillet 2008, Turiaf signe une promesse de contrat avec les Warriors de Golden State pour un contrat de 4 ans et 17 millions de dollars. En raison de son statut de restricted free agent, les Lakers ont la possibilité de garder Turiaf mais le laissent partir à Oakland où il commence peu à peu, à s'affirmer comme la doublure du Letton Andris Biedrins.

#### Knicks de New York (2010-2011)

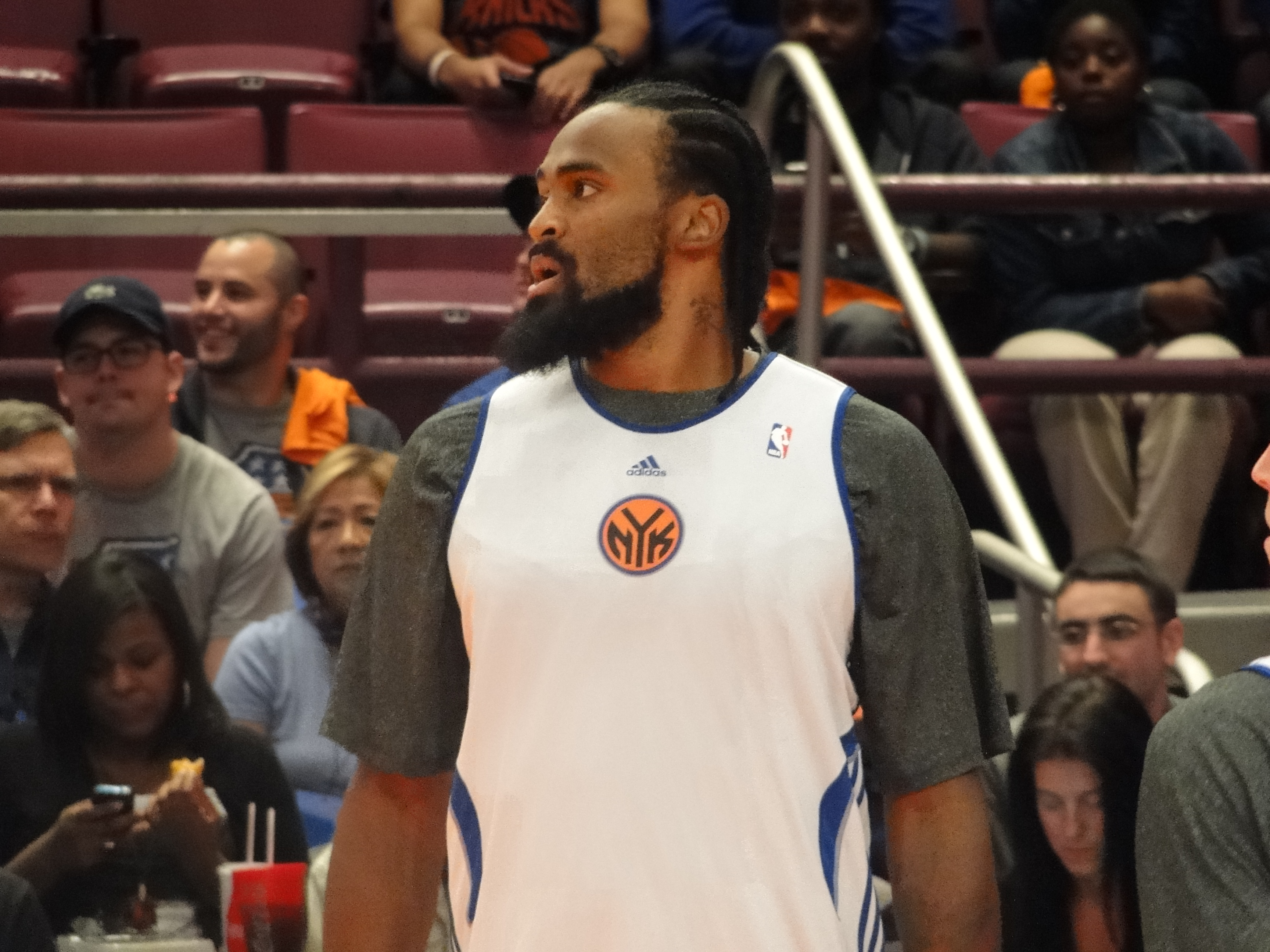
Turiaf avec New York

Le 8 juillet 2010, il est envoyé chez les Knicks de New York dans le cadre d'un transfert incluant Anthony Randolph et Kelenna Azubuike en échange de David Lee,. Il dispute 64 rencontres de saison régulières, dont 21 en tant que titulaire, et présente des statistiques de 4,2 points, 3,2 rebonds, 1,4 passe et 1,1 contre en 17 minutes 8.
En août 2011, il est proposé au Maccabi Haïfa.

#### Pige à l'ASVEL (Oct.-Déc.2011)
Le 17 octobre 2011, en raison du lock-out sévissant en NBA, il s'engage avec l'ASVEL Lyon-Villeurbanne où évolue également Tony Parker. Il débute sous le maillot vert lors d'un match opposant son équipe au club occupant la première place du classement, Nancy qui possède dans son effectif un autre joueur NBA, Nicolas Batum. Pour son retour sur les parquets après une absence liée à sa blessure lors de la préparation du championnat d'Europe, il inscrit 9 points à 3 sur 6 aux tirs et 3 4 aux lancers - 8 rebonds, 3 passes, 5 fautes provoquées en 25 minutes lors d'une défaite à domicile sur le score de 77 à 92. Au total, il dispute quatre matchs, deux victoires et deux défaites, de Pro A avec Villeurbanne, avec des statistiques de 9,3 points, 7,3 rebonds, 2,0 passes en 22 minutes. Il dispute également deux rencontres, une victoire et une défaite, d'Eurocoupe avec des statistiques de 11,5 points, 3,5 rebonds et 1,5 passe en 26 minutes 24.

#### Wizards de Washington (2011-Mar.2012)
Après le lockout de l'année 2011, il fait de nouveau l'objet d'un échange qui l'envoie rejoindre la franchise des Wizards de Washington.
Avec celle-ci, il ne dispute que quatre rencontres en raison d'une fracture à la main qui l'a rendu indisponible durant près de six semaines.

#### Nuggets de Denver (15-18 mars 2012)
Alors que son retour sur les parquets est annoncé, il fait partie d'un échange à trois équipes le 15 mars 2012 : il rejoint les Nuggets de Denver, avec son coéquipier JaVale McGee ; Nenê et Brian Cook rejoignent les Wizards de Washington et Nick Young les Clippers de Los Angeles,. Néanmoins, peu après, les Nuggets écartent Turiaf,.

#### Heat de Miami (Mar.2012-2012)

Turiaf avec le Heat

Le 21 mars 2012, Ronny rejoint le Heat de Miami pour deux ans,.
Le 5 juin 2012, lors du match 5 de la finale de la conférence Est contre les Celtics de Boston, il ne rentre pas en jeu à cause d'une douleur musculaire à l'aine mais il rejoue deux minutes lors du match 6. Il ne participe pas au match 7 ni aux cinq premiers matchs de la finale contre le Thunder d'Oklahoma City. Il rentre trois minutes lors du dernier match alors que le match est gagné pour le Heat.
Le 21 juin 2012, il est sacré champion NBA et devient le quatrième français titré en NBA.
Le 1er juillet 2012, il devient free agent non protégé car il choisit de ne pas faire jouer sa "player option". Le Real Madrid s'intéresse à Turiaf.

#### Clippers de Los Angeles (2012-2013)
Le 26 juillet 2012, il rejoint les Clippers de Los Angeles.
À la fin de la saison, les Clippers souhaitent conserver Turiaf.

#### Timberwolves du Minnesota (2013-2014) et fin de carrière
À compter de la saison 2013/2014, intéressés par Turiaf, les Timberwolves du Minnesota l'engagent pour deux ans.
Alors qu'il portait le numéro 21 aux Lakers et au Heat, il décide de ne pas prendre ce numéro par respect pour Kevin Garnett et opte pour le numéro 32 en l'honneur de Fred Hoiberg, son "père spirituel".
Après deux matchs joués avec les Timberwolves, il se fracture le coude droit. Son retour est attendu pour fin décembre. Le 7 janvier 2014, lors de la victoire des siens contre les 76ers de Philadelphie, il fait son retour sur les parquets en prenant neuf rebonds et contrant deux ballons en vingt-trois minutes de jeu. Le 27 janvier, à la suite de la blessure de Nikola Peković, il réalise son meilleur match depuis trois ans avec 14 points (à 6 sur 7 aux tirs), 7 rebonds et 3 contres. Le 19 février, lors de la victoire des siens contre les Pacers de l'Indiana, il se blesse au genou et doit être absent trois semaines des terrains.
En raison de problèmes à la hanche droite, il ne dispute que deux rencontres de la saison 2014-2015 et il doit subir en décembre une arthroscopie qui met un terme à sa saison. Quelques jours plus tard, il fait partie d'un transfert impliquant les franchises de  Minnesota, des Rockets de Houston et les Sixers de Philadelphie, rejoignant cette dernière équipe. Celle-ci le libère ensuite de son contrat.
Le 24 octobre 2016, près de deux ans après sa dernière apparition sur un parquet, il annonce sa retraite sportive.

### Carrière en équipe de France

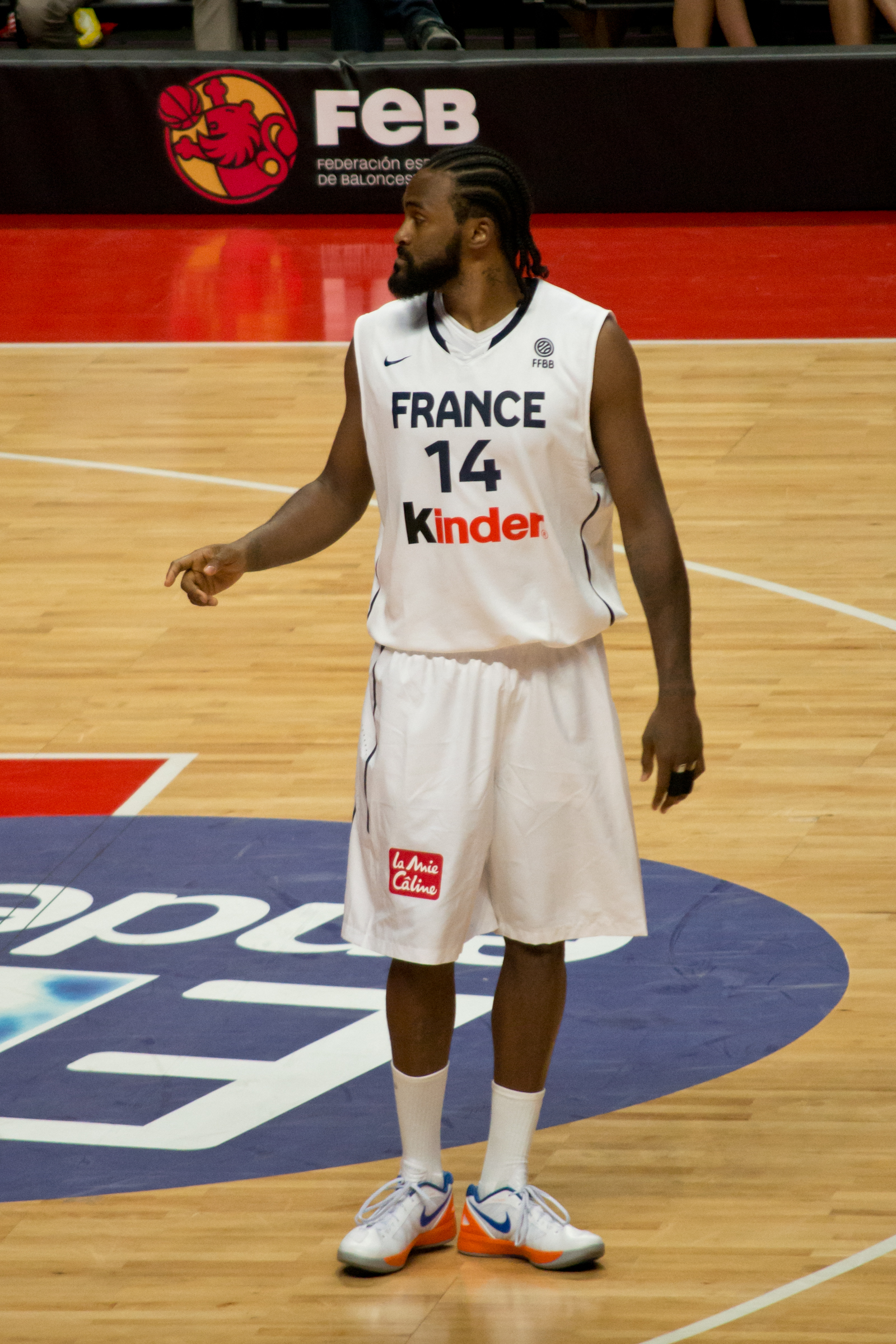
Turiaf avec l'équipe de France

Ronny Turiaf a également été sélectionné en équipe de France lors du Championnat d'Europe 2003 en Suède, où il n'aura joué que 14 minutes.
Son retour concluant à la compétition au printemps 2006 avec les Lakers de Los Angeles lui a permis d'être sélectionné en équipe de France A' puis présélectionné en équipe de France A avec laquelle il devrait participer au championnat du monde au Japon. Le 6 août 2006, le sélectionneur français Claude Bergeaud a annoncé que Ronny Turiaf serait le pivot remplaçant de l'équipe de France lors de cette compétition (Frédéric Weis étant le titulaire), officialisant ainsi sa sélection.
Il faisait partie du groupe des douze joueurs présélectionnés par l'entraîneur Vincent Collet pour l'Euro 2011 en Lituanie. Mais le 19 août, Ronny Turiaf, touché à la main gauche (fracture au quatrième métacarpien) lors d'un match de préparation face à la Grande-Bretagne, déclare forfait pour le championnat d'Europe.
Tout comme les autres pivots français Joakim Noah, Ali Traoré, Kévin Séraphin, et Ian Mahinmi, Ronny Turiaf décide de déclarer forfait pour l'Euro 2013.
Le 16 mai 2014, il ne fait pas partie de la liste des vingt-quatre joueurs pré-sélectionnés pour la participation à la Coupe du monde 2014 en Espagne.

## Statistiques

### Universitaires
| Saison    | Équipe  | Matchs | Titul. | Min./m | % Tir | % 3pts | % LF | Rbds/m. | Pass/m. | Int/m. | Ctr/m. | Pts/m. |
| --------- | ------- | ------ | ------ | ------ | ----- | ------ | ---- | ------- | ------- | ------ | ------ | ------ |
| 2001-2002 | Gonzaga |        |        |        |       |        |      |         |         |        |        |        |
| 2002-2003 | Gonzaga | 33     | 12     | 24,7   | 51,9  | 16,7   | 76,0 | 6,24    | 0,58    | 0,61   | 1,48   | 15,61  |
| 2003-2004 | Gonzaga | 31     | 29     | 26,9   | 52,5  | 33,3   | 70,8 | 6,35    | 1,52    | 0,55   | 1,45   | 15,48  |
| 2004-2005 | Gonzaga | 31     | 31     | 31,2   | 50,8  | 28,6   | 68,3 | 9,52    | 1,55    | 0,39   | 1,90   | 15,90  |
| Carrière  |         | 95     | 72     | 27,5   | 51,7  | 25,0   | 71,9 | 7,35    | 1,20    | 0,52   | 1,61   | 15,66  |

### Professionnels

#### Saison régulière
| Saison    | Équipe         | Matchs | Titul. | Min./m | % Tir | % 3pts | % LF | Rbds/m. | Pass/m. | Int/m. | Ctr/m. | Pts/m. |
| --------- | -------------- | ------ | ------ | ------ | ----- | ------ | ---- | ------- | ------- | ------ | ------ | ------ |
| 2005-2006 | L. A. Lakers   | 23     | 1      | 7,0    | 50,0  | 0,0    | 55,6 | 1,61    | 0,35    | 0,13   | 0,43   | 1,96   |
| 2006-2007 | L. A. Lakers   | 72     | 1      | 15,1   | 54,9  | 0,0    | 66,4 | 3,60    | 0,88    | 0,24   | 1,08   | 5,32   |
| 2007-2008 | L. A. Lakers   | 78     | 21     | 18,7   | 47,4  | 0,0    | 75,3 | 3,92    | 1,64    | 0,36   | 1,38   | 6,62   |
| 2008-2009 | Golden State   | 79     | 26     | 21,5   | 50,8  | 0,0    | 79,0 | 4,56    | 2,10    | 0,43   | 2,13   | 5,95   |
| 2009-2010 | Golden State   | 42     | 20     | 20,8   | 58,2  | 0,0    | 47,4 | 4,55    | 2,14    | 0,55   | 1,29   | 4,93   |
| 2010-2011 | New York       | 64     | 21     | 17,8   | 63,2  | 0,0    | 62,2 | 3,23    | 1,44    | 0,55   | 1,14   | 4,17   |
| 2011–2012 | Washington     | 4      | 0      | 14,6   | 100,0 | 0,0    | 0,0  | 3,00    | 1,25    | 1,50   | 0,75   | 1,50   |
| 2011–2012 | Miami          | 13     | 5      | 17,0   | 53,3  | 0,0    | 59,1 | 4,12    | 0,59    | 0,82   | 1,00   | 3,00   |
| 2012-2013 | L. A. Clippers | 65     | 0      | 10,8   | 50,5  | 0,0    | 36,5 | 2,34    | 0,54    | 0,29   | 0,54   | 1,86   |
| 2013-2014 | Minnesota      | 31     | 10     | 19,5   | 59,8  | 0,0    | 42,0 | 5,61    | 0,77    | 0,26   | 1,61   | 4,81   |
| 2014-2015 | Minnesota      | 2      | 0      | 9,7    | 0,0   | 0,0    | 0,0  | 0,50    | 1,00    | 0,00   | 0,00   | 0,00   |
| Carrière  | Carrière       | 473    | 105    | 17,0   | 53,3  | 0,0    | 63,6 | 3,71    | 1,31    | 0,38   | 1,25   | 4,67   |

#### Playoffs
| Saison   | Équipe         | Matchs | Titul. | Min./m | % Tir | % 3pts | % LF | Rbds/m. | Pass/m. | Int/m. | Ctr/m. | Pts/m. |
| -------- | -------------- | ------ | ------ | ------ | ----- | ------ | ---- | ------- | ------- | ------ | ------ | ------ |
| 2006     | L. A. Lakers   | 3      | 0      | 8,4    | 60,0  | 0,0    | 83,3 | 2,33    | 0,00    | 0,00   | 0,33   | 3,67   |
| 2007     | L. A. Lakers   | 4      | 0      | 12,1   | 35,7  | 0,0    | 70,0 | 3,00    | 0,25    | 0,50   | 0,25   | 4,25   |
| 2008     | L. A. Lakers   | 19     | 0      | 9,8    | 38,9  | 0,0    | 58,8 | 1,42    | 0,26    | 0,11   | 0,95   | 2,00   |
| 2011     | New York       | 4      | 4      | 18,7   | 66,7  | 0,0    | 70,0 | 2,75    | 1,00    | 0,25   | 1,50   | 5,75   |
| 2012     | Miami          | 12     | 7      | 10,0   | 55,6  | 0,0    | 27,3 | 2,58    | 0,08    | 0,08   | 0,67   | 1,92   |
| 2013     | L. A. Clippers | 5      | 0      | 11,7   | 70,0  | 0,0    | 50,0 | 1,60    | 0,00    | 0,20   | 0,60   | 3,20   |
| Carrière | Carrière       | 47     | 11     | 10,9   | 49,5  | 0,0    | 58,6 | 2,04    | 0,23    | 0,15   | 0,79   | 2,72   |

## Records personnels sur une rencontre de NBA
Les records personnels de Ronny Turiaf, officiellement recensés par la NBA sont les suivants :
| Type de statistique        | Saison régulière | Saison régulière         | Saison régulière  | Playoffs | Playoffs          | Playoffs      |
| Type de statistique        | Record           | Adversaire               | Date              | Record   | Adversaire        | Date          |
| -------------------------- | ---------------- | ------------------------ | ----------------- | -------- | ----------------- | ------------- |
| Points                     | 23               | Warriors de Golden State | 1er novembre 2006 | 12       | Suns de Phoenix   | 2 mai 2007    |
| Paniers marqués            | 8                | 3 fois                   |                   | 4        | 3 fois            |               |
| Paniers tentés             | 12               | 3 fois                   |                   | 10       | @ Suns de Phoenix | 2 mai 2007    |
| Paniers à 3 points réussis |                  |                          |                   |          |                   |               |
| Paniers à 3 points tentés  | 1                | 7 fois                   |                   |          |                   |               |
| Lancers francs réussis     | 10               | Celtics de Boston        | 26 décembre 2008  | 4        | 3 fois            |               |
| Lancers francs tentés      | 12               | Warriors de Golden State | 1er novembre 2006 | 6        | Suns de Phoenix   | 2 mai 2007    |
| Rebonds offensifs          | 7                | 2 fois                   |                   | 6        | Suns de Phoenix   | 2 mai 2007    |
| Rebonds défensifs          | 12               | Kings de Sacramento      | 1er avril 2009    | 4        | 4 fois            |               |
| Rebonds totaux             | 15               | Suns de Phoenix          | 8 avril 2007      | 10       | @ Suns de Phoenix | 2 mai 2007    |
| Passes décisives           | 8                | 3 fois                   |                   | 3        | Celtics de Boston | 19 avril 2011 |
| Interceptions              | 3                | 6 fois                   |                   | 2        | Suns de Phoenix   | 2 mai 2007    |
| Contres                    | 6                | 2 fois                   |                   | 4        | 2 fois            |               |
| Balles perdues             | 6                | Spurs de San Antonio     | 13 novembre 2007  | 2        | 4 fois            |               |
| Minutes jouées             | 40               | 2 fois                   |                   | 29       | Celtics de Boston | 17 avril 2011 |

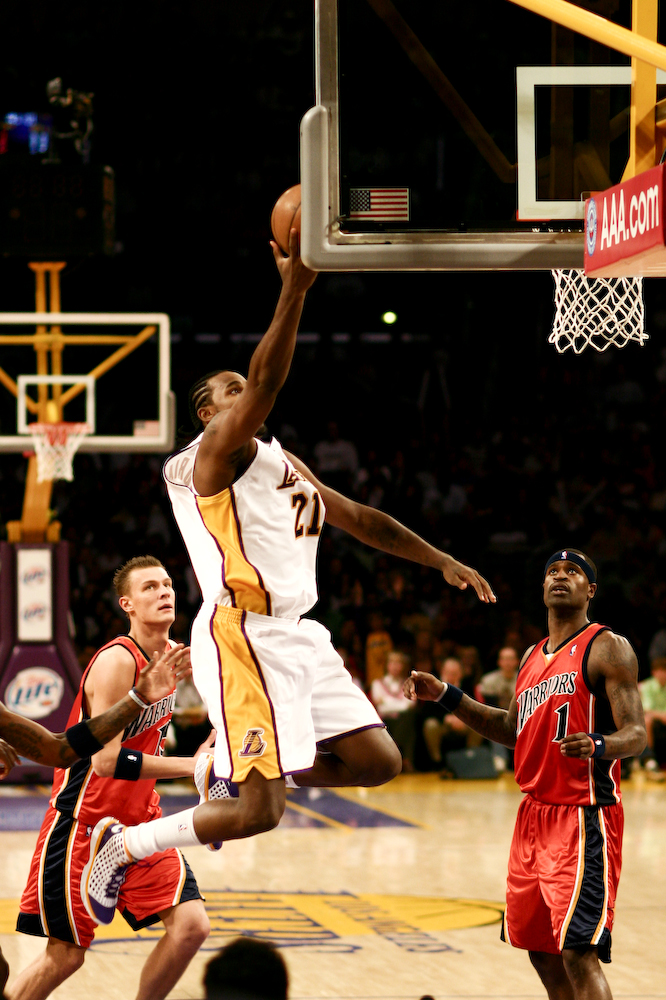
Ronny Turiaf en mars 2008.

- Double-double : 7 (dont 1 en playoffs) (au 16/04/2014)
- Triple-double : aucun.

## Palmarès

### Club
- Finales NBA en 2008 contre les Boston Celtics avec les Los Angeles Lakers.
- Champion de la Conférence Ouest en 2008 avec les Los Angeles Lakers.
- Champion de la Conférence Est en 2012 avec le Miami Heat.
- Champion de la Division Pacifique en 2008 avec les Los Angeles Lakers.
- Champion de la Division Sud-Est en 2012 avec le Miami Heat.
- Champion NBA en 2012 avec le Miami Heat.

### Sélection nationale
- Médaille d'or au Championnat d'Europe Junior 2000 avec l'équipe de France junior à Zadar (Croatie)
- Médaille de bronze au Championnat d'Europe Espoirs 2002 avec l'équipe de France espoir (U20) à Vilnius (Lituanie)

## En dehors du basket-ball
Au début de 2012, il fonde et inaugure avec Boris Diaw une chaîne de restaurants en France, basée sur la thématique du sport, Arrêts de Jeu. Le premier restaurant se trouve à Paris, Porte d'Aubervilliers, sur les Terrasses du centre commercial Le Millénaire.
En 2013, il rejoint One Million Dollar Film pour la production du long métrage Nola Circus comme coproducteur avec notamment Boris Diaw, Bacary Sagna et dix autres champions. Une production indépendante qui produit des films et consacre une partie des recettes aux associations caritatives des sportifs.
En 2014, avec Boris Diaw, il fait une apparition dans la saison 2 de la série animée Baskup Tony Parker.
Après avoir participé à l'émission Fort Boyard en 2015 avec, entre autres, Tony Parker, Boris Diaw et Nicolas Batum, il joue le rôle d'un maître de la cage dans la même émission en 2016.